# Световно първенство по алпийски ски 2011
41-вото Световно първенство по ски алпийски дисциплини се провежда от 7 до 20 февруари 2011 година в Гармиш-Партенкирхен, Бавария, Германия.
Гармиш-Партенкирхен и домакин на Световното първенство по ски алпийски дисциплини през 1978 година и на Зимните олимпийски игри през 1936 година. 
Участие вземат повече от 525 състезатели (208 жени, 317 мъже) от 69 страни. Събитието е гледано от няколко милиона зрители. Акредитирани са почти 1800 журналисти. 
Състезанията се провеждат на пистите „Кандахар“ и „Гудиберг“, като на „Гудиберг“ се провеждат само слаломите, а всички останали дисциплини се провеждат на „Кандахар“. 
За мъжките слалом и гигантски слалом се провеждат за трети път квалификационни състезания поради големия брой участници. Първите сто от квалификациите участват, а първите 60 от първия манш на състезанията участват във втория. 

## Програма
| ден         | състезание                    |
| ----------- | ----------------------------- |
| 7 февруари  | откриване                     |
| 8 февруари  | супер-гигантски слалом (жени) |
| 9 февруари  | супер-гигантски слалом (мъже) |
| 11 февруари | суперкомбинация (жени)        |
| 12 февруари | спускане (мъже)               |
| 13 февруари | спускане (жени)               |
| 14 февруари | суперкомбинация (мъже)        |
| 16 февруари | отборно състезание            |
| 17 февруари | гигантски слалом (жени)       |
| 18 февруари | гигантски слалом (мъже)       |
| 19 февруари | слалом (жени)                 |
| 20 февруари | слалом (мъже)                 |

## Резултати

### Супер-гигантски слалом жени
Супер-гигантският слалом на жените се провежда на 8 февруари. Печели австрийката Елизабет Гьоргъл пред Джулия Манкюсо от САЩ и Мария Рийш от Германия. 
Вземат участие 49 състезателки, от които завършват 38 (една не стартира).
| Място | Име              | Държава  | Време   |
| ----- | ---------------- | -------- | ------- |
| 01    | Елизабет Гьоргъл | Австрия  | 1:23.82 |
| 02    | Джулия Манкузо   | САЩ      | 1:23.87 |
| 03    | Мария Рийш       | Германия | 1:24.03 |

### Супер-гигантски слалом мъже
Супер-гигантският слалом на мъжете се провежда на 9 февруари. Печели италианецът Кристоф Иненхофер, който има една победа за Световната купа в кариерата си преди първенството, пред австриеца Ханес Райхелт и хърватина Ивица Костелич. Защитаващият титлата Дидие Кюш завършва четвърти. Вземат участие 73-ма състезатели, от които завършват 41. За България Георги Георгиев завършва 30-и, а Никола Чонгаров не завършва. 
| Място | Име               | Държава  | Време       |             |
| ----- | ----------------- | -------- | ----------- | ----------- |
| 01    | Кристоф Иненхофер | Италия   | 1:38.31     |             |
| 02    | Ханес Райхелт     | Австрия  | 1:38.91     |             |
| 03    | Ивица Костелич    | Хърватия | 1:39.03     |             |
| 30    | Георги Георгиев   | България | 1:45.23     |             |
| –     | Никола Чонгаров   | България | не завършва | не завършва |

### Суперкомбинация жени
Суперкомбинацията на жените се провежда на 11 февруари. Печели австрийката Ана Фенингер пред словенката Тина Мазе шведката Аня Першон. След спускането води Елизабет Гьоргъл пред Доминик Жизен и Аня Першон. Шампионката от световното първенство във Вал д'Изер (2009) Линдзи Вон се отказва след 12-ото си място в спускането поради контузия. 
Вземат участие 40 състезателки, от които завършват 28.
| Място | Име          | Държава  | Спускане | Слалом | Общо    |
| ----- | ------------ | -------- | -------- | ------ | ------- |
| 01    | Ана Фенингер | Австрия  | 1:49.67  | 53.56  | 2:43.23 |
| 02    | Тина Мазе    | Словения | 1:50.38  | 52.94  | 2:43.32 |
| 03    | Аня Першон   | Швеция   | 1:49.54  | 53.96  | 2:43.50 |

### Спускане мъже
Спускането на мъжете се провежда на 12 февруари. Печели канадецът Ерик Гей пред швейцареца Дидие Кюш и шампионът в супер-гигантския слалом Кристоф Иненхофер от Италия. Стартират 54 състезатели, от които завършват 47. За България Георги Георгиев завършва 36-и, а Никола Чонгаров — 39-и.
| Място | Име               | Държава   | Време   |
| ----- | ----------------- | --------- | ------- |
| 01    | Ерик Гей          | Канада    | 1:58.41 |
| 02    | Дидие Кюш         | Швейцария | 1:58.73 |
| 03    | Кристоф Иненхофер | Италия    | 1:59.17 |
| 36    | Георги Георгиев   | България  | 2:05.19 |
| 39    | Никола Чонгаров   | България  | 2:06.57 |

### Спускане жени
Спускането на жените се провежда на 13 февруари. Печели австрийката Елизабет Гьоргъл пред американката Линдзи Вон и германката Мария Рийш. Стартират 36 състезателки от 16 страни, от които завършват 34. Провежда се на пистата „Кандахар“. Стартът се намира на 1490 метра, финалът — на 770 метра, дължината на трасето е 2920 метра
| Място | Име              | Държава  | Време   |
| ----- | ---------------- | -------- | ------- |
| 01    | Елизабет Гьоргъл | Австрия  | 1:47.24 |
| 02    | Линдзи Вон       | САЩ      | 1:47.68 |
| 03    | Мария Рийш       | Германия | 1:47.84 |

### Суперкомбинация мъже
Суперкомбинацията на мъжете се провежда на 14 февруари. Печели норвежецът Аксел Лунд Свиндал пред италианците Кристоф Иненхофер и Петер Фил. Българските състезатели Георги Георгиев и Никола Чонгаров завършват 11-и и 22-ри. Вземат участие 41 състезатели, от които седем отпадат в спускането и шест в слалома. Спускането се провежда по цялата дистанция на трасето за спускане от 3300 метра. 
| Място | Име                | Държава  | Спускане     | Слалом | Общо    |
| ----- | ------------------ | -------- | ------------ | ------ | ------- |
| 01    | Аксел Лунд Свиндал | Норвегия | 1:59.49 (1)  | 55.02  | 2:54.51 |
| 02    | Кристоф Иненхофер  | Италия   | 2:00.67 (3)  | 54.85  | 2:55.52 |
| 03    | Петер Фил          | Италия   | 2:00.83 (4)  | 55.58  | 2:56.41 |
| 11    | Георги Георгиев    | България | 2:02.74 (15) | 56.12  | 2:58.86 |
| 22    | Никола Чонгаров    | България | 2:03.79 (21) | 59.15  | 3:02.94 |

### Отборно състезание
| Място | Държава |
| ----- | ------- |
| 01    | Франция |
| 02    | Австрия |
| 03    | Швеция  |

### Гигантски слалом жени
Гигантският слалом на жените се провежда на 17 февруари. Печели словенката Тина Мазе, за която това е първа титла от голямо първенство и втори медал от това първенство след сребърния в суперкомбинацията. Италианката Федерика Бриньоне печели сребърния медал, а французойката Теса Уорли — бронзовия. 
| Място | Име               | Държава  | 1. манш | 2. манш | Общо    |
| ----- | ----------------- | -------- | ------- | ------- | ------- |
| 01    | Тина Мазе         | Словения | 1:07.05 | 1:13.49 | 2:20.54 |
| 02    | Федерика Бриньоне | Италия   | 1:07.39 | 1:13.24 | 2:20.63 |
| 03    | Теса Уорли        | Франция  | 1:09.17 | 1:11.85 | 2:21.02 |
| 51    | Мария Киркова     | България | 1:13.70 | 1:19.56 | 2:33.26 |

### Гигантски слалом мъже
Гигантският слалом на мъжете се провежда на 18 февруари. Печели състезателят на САЩ Тед Лигети преди французина Сиприен Ришар и австриеца Филип Шьоргхофер. Лигети е шампион в дисциплината за Световната купа през 2008 година. 
| Място | Име              | Държава  | 1. манш              | 2. манш              | Общо                 |
| ----- | ---------------- | -------- | -------------------- | -------------------- | -------------------- |
| 01    | Тед Лигети       | САЩ      | 1:02.33              | 1:08.23              | 2:10.56              |
| 02    | Сиприен Ришар    | Франция  | 1:02.79              | 1:07.85              | 2:10.64              |
| 03    | Филип Шьоргхофер | Австрия  | 1:02.13              | 1:08.86              | 2:10.99              |
| 45    | Георги Георгиев  | България | 1:06.24              | 1:12.22              | 2:18.46              |
| –     | Никола Чонгаров  | България | Отпада в първия манш | Отпада в първия манш | Отпада в първия манш |

### Слалом жени
Слалом на жените се провежда на 19 февруари.
| Място | Име                    | Държава  | 1. манш              | 2. манш              | Общо                 |
| ----- | ---------------------- | -------- | -------------------- | -------------------- | -------------------- |
| 01    | Марлиз Шилд            | Австрия  | 52.69                | 53.10                | 1:45.79              |
| 02    | Катрин Цетел           | Австрия  | 53.30                | 52.83                | 52.96                |
| 03    | Мария Пиетилае-Холмнер | Швеция   | 53.48                | 52.96                | 1:46.44              |
| –     | Мария Киркова          | България | отпада в първия манш | отпада в първия манш | отпада в първия манш |

### Слалом мъже
Слаломът на мъжете се провежда на 20 февруари. Печели доминиращият дисциплината за Световната купа французин Жан-Баптист Гранж пред шведа Йенс Бигмарк и италианеца Манфред Мьолг. За България участват Килиан Албрехт, Никола Чонгаров и Георги Георгиев, като първите двама завършват съответно 26-и, 31-ви, а Георгиев отпада в първия манш. Лидерът за Световната купа Ивица Костелич завършва осми. 
| Място | Име               | Държава  | 1. манш              | 2. манш              | Общо                 |
| ----- | ----------------- | -------- | -------------------- | -------------------- | -------------------- |
| 01    | Жан-Баптист Гранж | САЩ      | 51.30                | 50.42                | 1:41.72              |
| 02    | Йенс Бигмарк      | Франция  | 52.39                | 49.76                | 1:42.15              |
| 03    | Манфред Мьолг     | Австрия  | 51.52                | 50.81                | 1:42.33              |
| 26    | Килиан Албрехт    | България | 55.12                | 52.52                | 1:47.64              |
| 31    | Никола Чонгаров   | България | 57.39                | 53.61                | 1:51.00              |
| –     | Георги Георгиев   | България | Отпада в първия манш | Отпада в първия манш | Отпада в първия манш |